# 康藏荆芥
康藏荆芥（学名：Nepeta prattii）为唇形科荆芥属下的一个种。

## 扩展阅读
- 維基物種上的相關：康藏荆芥